# Артсен, Питер
Пи́тер А́ртсен (нидерл. Pieter Aertsen; 1508, Амстердам — 1575, Амстердам) — нидерландский живописец из Амстердама. Известен также по прозванию Длинный Питер (нидерл. Lange Pier). Мастер оригинальных, но типичных для фламандской живописи натюрмортов: «кухонь» с изображением посуды и снеди.

## Биография
Сведения о его жизни и творчестве привёл Карел ван Мандер в «Книге о художниках» (1604). Питер Артсен родился в Амстердаме около 1508 года и, возможно, получил образование у гравёра Алларта Класа (Allaert Claesz, или «Монограммиста А. С.») в Амстердаме. В возрасте восемнадцати лет он переехал в Антверпен, в 1535 году стал членом местной Гильдии Святого Луки.
Он женился на Кателийне Бейкелар, тёте живописца Иоахима Бейкелара, который стал его преемником. У него было два сына, Питер Питерс и Арт Питерс.
В 1556—1557 годах Питер Артсен вернулся в Амстердам в связи с заказом на алтарную картину для Ауде керк (Старой церкви) и снова стал бюргером в 1563 году. Он скончался в Амстердаме в 1575 году и был похоронен в Ауде керк.

## Творчество
Питер Артсен сразу приобрёл известность картинами бытового жанра («Молочница», 1543), в которые часто вводил евангельские мотивы, придающие изображению назидательный характер («Христос у Марфы и Марии», 1557 и Мясная лавка, 1551), а также многочисленными изображениями рынков и торговых лавок. Он также создавал религиозные композиции и алтарные образы, многие из которых были разрушены в период иконоборчества.
Среди его учеников были Ян ван дер Страт и его племянник Иоахим Бейкелар.
В собрании санкт-петербургского Эрмитажа имеются две картины Питера Артсена: «Апостолы Пётр и Иоанн, исцеляющие больных» и «Торговец дичью». В коллекции В. А. Щавинского была картина Артсена «Поклонение пастухов».

### Некоторые произведения
| Название                                                                                           | Картина | Год создания      | Техника       | Размеры (см) | Галерея                                                | Прим. |
| -------------------------------------------------------------------------------------------------- | ------- | ----------------- | ------------- | ------------ | ------------------------------------------------------ | ----- |
| Возвращение Святого Антония из паломничества (нидерл. De terugkeer van een Sint-Antoniusbedevaart) |         | около 1550        | Дерево, масло | 110×170      | Королевские музеи изящных искусств, Брюссель (Бельгия) | [ 1 ] |
| Крестьянский праздник (нидерл. Boerenfeest)                                                        |         | 1550              | Дерево, масло | 84,9×170     | Музей истории искусств, Вена (Австрия)                 | [ 2 ] |
| Яичный танец (нидерл. De eierdans)                                                                 |         | 1552              | Дерево, масло | 84×172       | Государственный музей, Амстердам (Нидерланды)          | [ 3 ] |
| Кухарка (нидерл. De keukenmeid)                                                                    |         | 1559              | Дерево, масло | 127,5×82     | Королевские музеи изящных искусств, Брюссель (Бельгия) | [ 4 ] |
| Рыночная сцена                                                                                     |         | около 1560 — 1565 | Дерево, масло | 91×112       | Музей истории искусств, Вена (Австрия)                 | [ 5 ] |
| Торговка у прилавка с овощами                                                                      |         | 1567              | Дерево, масло | 111,2×111,6  | Картинная галерея, Берлин (Германия)                   | [ 6 ] |
| Апостолы Петр и Иоанн исцеляют больных (нидерл. De apostelen Petrus en Johannes)                   |         | 1575              | Дерево, масло | 55,5×76      | Государственный Эрмитаж, Санкт-Петербург (Россия)      | [ 7 ] |